# 2S7 Pion
2S7 Pion je sovjetski samohodni topnički sustav. "2S7" je oznaka po GRAU dizajnu. Ušao je u službu Crvene armije 1975. godine, a dobio je NATO oznaku M-1975 (2S4 Tyulpan je isto ima oznaku M-1975). Dizajniran je na podvozju tenka T-80 i nosi ugrađeni 2A44 203 mm top.
Posadi od 7 članova treba 3 do 5 minuta da pripremi top za ispaljivanje. Nosi 4 203 mm projektila, a ostali se prijevoze s drugim vozilom. Domet topa je 37,5 kilometara, ali domet se može povećati s uporabom RAP projektila (Rocket Assisted Projectiles). Pion je najjače konvencionalno topničko oružje od uvođenja u uporabu, pa sve do danas.